# Севагин, Максим Андреевич
Макси́м Андре́евич Сева́гин (род. 28 мая 1997, Рубцовск, Алтайский край) — российский артист балета и хореограф, художественный руководитель балетной труппы Московского академического Музыкального театра имени К. С. Станиславского и Вл. И. Немировича-Данченко с апреля 2022 года.

## Биография
Родился 28 мая 1997 года в Рубцовске (Алтайский край). С детства любил танцевать, хотя его отец, будучи боксёром, хотел, чтобы сын также занимался боксом.
В 2008 году начал обучение в Новосибирском хореографическом училище, год спустя поступил в Академию Русского балета им. А. Я. Вагановой в Санкт-Петербурге. В рамках школьной практики выступал на сценах Мариинского и Михайловского театров. Ещё в период обучения начал проявлять себя как хореограф, сочиняя и репетируя номера с другими учениками. Благодаря поддержке ректора Академии Алтынай Асылмуратовой неоднократно показывал свои работы на сценах школьного театра имени А. В. Ширяева и Эрмитажного театра в концертных программах Академии. Стал единственным учащимся, получившим возможность участвовать в «Творческой мастерской молодых хореографов» Мариинского театра, в рамках которой создал постановки «Венгерская рапсодия» на музыку Ф. Листа (2014) и «Элементариум» на музыку С. Прокофьева (2015). В 2015 году с отличием окончил Академию имени А. Я. Вагановой.
В 2016 году был принят в балетную труппу Московского музыкального театра им. К. С. Станиславского и Вл. И. Немировича-Данченко; вскоре получил статус первого солиста. В качестве артиста балета был задействован как в классическом репертуаре театра, так и в современных постановках. Танцевал ведущие партии в балетах «Чайка» Джона Ноймайера, «Снегурочка» Владимира Бурмейстера, «Щелкунчик» Юрия Посохова.
Будучи артистом балетной труппы МАМТ, он продолжил свою деятельность в качестве постановщика. В 2019 году на сцене театра состоялись премьеры его работ «Просвещение» на музыку Сергея Прокофьева (в рамках проекта «Точка пересечения») и «Bloom» на музыку Антонина Дворжака (в завершающем сезон гала-концерте). В 2020 году вместе с режиссером Константином Богомоловым начал работу над своей первой многоактной постановкой — балетом Сергея Прокофьева «Ромео и Джульетта». Премьера состоялась на сцене МАМТ 22 октября 2021 года и была скептически встречена критиками.
Сотрудничал с другими труппами: в 2021 году поставил в Екатеринбургском театре одноактный балет «Безупречная ошибка» на музыку Леонида Десятникова (в рамках программы L.A.D., приуроченной к юбилею композитора; в 2023 году наравне с другими участниками проекта Вячеславом Самодуровым и Андреем Кайдановским был номинирован на премию «Золотая маска» за эту работу; в рамках фестиваля состоялся показ программы на Новой сцене Большого театра), в 2022 году в Пермском театре состоялась премьера одноактного балета «В тёмных образах» на музыку Антонио Вивальди.
В марте 2022 года в связи с тем, что художественный руководитель балетной труппы Театра имени К. С. Станиславского и Вл. И. Немировича-Данченко Лоран Илер из-за вторжения России на Украину оставил свой пост и экстренно покинул Россию до истечения контракта, на эту должность директором театра Андреем Борисовым был назначен 24-летний Максим Севагин — тем самым, он стал одним из самых молодых руководителей балетной труппы в истории российского балета.

## Участие в спектаклях
- «Чайка», хореография Джона Ноймайера
- Дроссельмейер, «Щелкунчик», хореография Юрия Посохова[11]
- «Снегурочка», хореография Владимира Бурмейстера
- «Золушка», хореография Олега Виноградова
- «Манон», хореография Кеннета Макмиллана
- «Щелкунчик» хореография Василия Вайнонена
- «Эсмеральда» хореография Владимира Бурмейстера
- «Сильфида», хореография Пьера Лакотта, возобновление Лорана Илера
- «Сюита в белом», хореография Сержа Лифаря
- «Вторая деталь», хореография Уильяма Форсайта
- «Онис», хореография Жака Гарнье
- «Тюль», Александра Экмана
- «Одинокий Джордж», хореография Марко Гёке
- «Минус 16», хореография Охада Нахарина
- «Прогулка сумасшедшего», хореография Йохана Ингера
- «Маленькая смерть», хореография Иржи Килиана
- «Autodance», хореография Шарон Эяль
- «Пижамная вечеринка», хореография Андрея Кайдановского

## Постановки
- 2014 — «Венгерская рапсодия» на музыку Ференца Листа («Творческая мастерская молодых хореографов», Мариинский театр)
- 2015 — «Элементариум» на музыку С. Прокофьева («Творческая мастерская молодых хореографов», Мариинский театр)
- 2015 — хореография для модного показа коллекции петербургского дизайнера Татьяны Парфеновой
- 2017 — «Болеро» на музыку Мориса Равеля и «Домино» на музыку Даниэля Обера (на сцене московского Дома музыки)
- 2018 — «Воробьиное озеро» на музыку Сергея Курёхина (для церемонии вручения премии Сергея Курёхина на сцене БДТ им. Г. А. Товстоногова)
- «Et Cetera», дуэт на музыку Франсиско Таррега
- 2019 — «Bloom», одноактный балет на музыку Антонина Дворжака (на сцене МАМТ)
- 2019 — «Просвещение» на музыку Сергея Прокофьева (для проекта МАМТ «Точка пересечения»)
- 2 октября 2021 — «Безупречная ошибка», одноактный балет на музыку Леонида Десятникова (для программы L.A.D. театра «Урал Опера Балет», Екатеринбург; выдвижение на премию «Золотая маска» 2023 года в номинации «Балет-современный танец/Работа балетмейстера-хореографа»).
- 22 октября 2021 — «Ромео и Джульетта» Сергея Прокофьева (МАМТ, режиссёр-постановщик Константин Богомолов, костюмы Игоря Чапурина).
- март 2022 — хореографический фрагмент в опере Петра Чайковского «Пиковая дама» в постановке Александра Тителя (МАМТ)
- июль 2022 — «Нет никого справедливей смерти», одноактный балет на музыку Альберто Хинастеры (МАМТ)[12]
- 21 октября 2022 — «В тёмных образах», одноактный балет на музыку Антонио Вивальди (Пермский театр оперы и балета, художник по костюмам Анастасия Нефёдова, ассистент хореографа Анна Окунева)
- ноябрь 2022 — «Три гноссиенны», миниатюра на музыку Эрика Сати (международный фестиваль искусств «Дягилев. P. S.», на сцене Александринского театра, Санкт-Петербург)
- 2023 — «Bloom», одноактный балет на музыку Антонина Дворжака (на сцене МАМТ; новая версия)[2]
- 24 ноября 2023 — «Снежная королева», балет в двух актах на музыку Четвёртой, Пятой и Шестой симфоний П. И. Чайковского (оформление Юлдус Бахтиозиной, Екатерины Моченовой, Константина Бинкина и Сергея Рылко, дирижёр Фёдор Безносиков)[13][14]